# ミッキー・スミス
ミッキー・スミス（Mickey Smith）は、テレビドラマ『ドクター・フー』の登場人物。10代目ドクターのコンパニオンである。ノエル・クラークがシリーズ1『マネキンウォーズ』から2010年新春スペシャル『時の終わり Part2』まで演じた。日本語版の声優は佐藤せつじ。

## 人物
自動車整備工場に勤務するアフリカ系の若い成人男性。ローズ・タイラーの恋人であり、彼女よりは数歳年上である。9代目ドクターと出会った際には彼を怖がり警戒し、さらに彼と親密になっていくローズに対して複雑な感情を抱き、他の女性と交際を始めてローズを拒絶したこともあった。彼がローズやドクターに影響されて旅の一員に加わったのは10代目ドクターの時期からである。
コンピュータオタクであり、UNITのミサイルシステムにハッキングする、サイバス工業のセキュリティを突破するなどといった高い能力を持つ。当初は臆病な性格であったが、サイバーマンとの戦いでパラレルワールドにおける自分であるリッキー・スミスを失い、それ以降はトーチウッドに潜入して勤務し、サイバーマンやダーレクおよびソンターランといった強力なエイリアンとも戦う勇敢さを手に入れている。また、既に亡くなった祖母に対し深い愛情を持つ。
9代目ドクターからは「リッキー」、10代目ドクターからは「間抜けのミッキー」と呼ばれるのがお約束である。

## 来歴

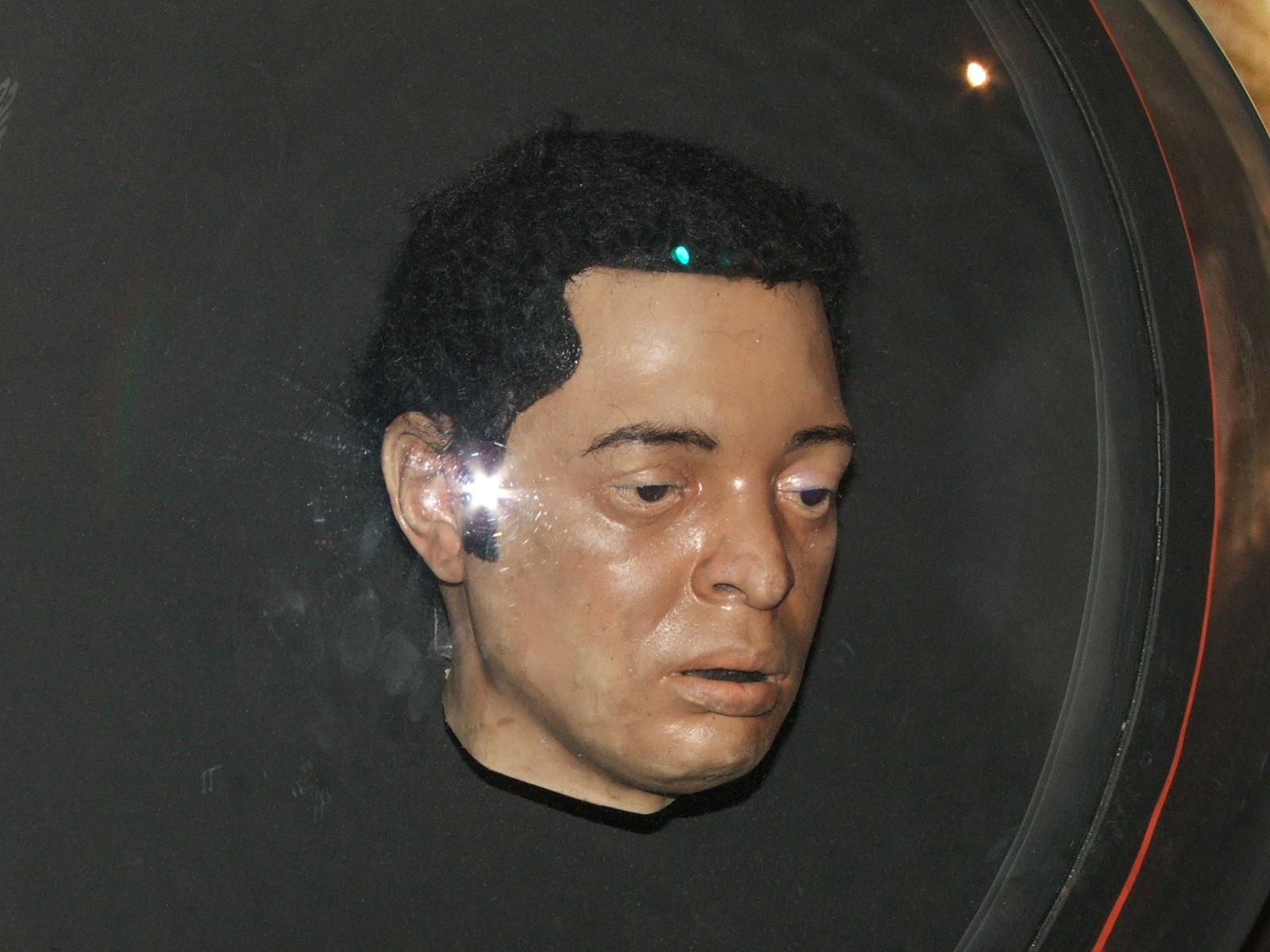
ミッキーのオウトンの頭部。ドクター・フー エクスペリエンスの展示

ローズと同じ地域に幼少から暮らしており、物語の開始時点では既に恋仲にあった。ドクターに接近したローズと同行していたためネスティーン意識体から目を付けられてオウトンに拉致され、自らのコピーオウトンを製造される。ロンドン・アイの地下に囚われていたところを9代目ドクターとローズに開放される。ローズがドクターからの旅の誘いに乗って1年間地球を留守にしたため、ミッキーはローズの母ジャッキーにより彼女を殺害した疑いをかけられ、何度も取り調べを受ける羽目になってしまう。それでもローズに対する愛想は尽きず、ドクターとローズに協力してスリジーンの暗躍を阻止する。
次にローズがイギリスへ戻ってきた際にはパスポートの用意を頼まれてカーディフまで出向くが、実際にはパスポートは要らないと告げられ、いつも彼女が自分を置き去りにして旅に出てしまうことへの鬱憤を爆発させる。スリジーン一家の生き残りをドクターらと追っていたがそれを放棄し、ローズと別れてロンドンへ戻っていった。その後は関係を修復しており、2001世紀から戻ってきたローズを未来へ戻す作戦に協力する。2005年のクリスマス・イブの時にはドクターが10代目ドクターへ再生する騒動に巻き込まれ、さらにパイロットフィッシュとシコラックスによる襲撃を受けた。
その後、近隣の学校に異変を感じ取り、ドクターとローズを呼び戻してともに調査に乗り込む。この時ドクターのかつてのコンパニオンであったサラ・ジェーン・スミスと犬型ロボットのK9に出会う。この頃には自分の目で宇宙を見たい意思が芽生えており、ドクターとの旅の再開を辞退したサラ・ジェーンの代わりにターディスに乗り込む。ポンパドゥール夫人と出会った後に事故でパラレルワールドのロンドンへ辿り着いてしまい、その世界における自分であるリッキー・スミスと出会う。リッキーやドクターとともにサイバーマンと戦った後、世界中にサイバーマンの工場が残っていること、そして既に亡くなった祖母がこの世界では生きていることから、ドクターやローズと別れてパラレルワールドに残留し、サイバーマンと戦い続けることを決意する。
サイバーマンがボイドの裂け目を通ってドクターの世界へ侵攻を開始したため、ミッキーも裂け目を通ってドクターの世界へ戻り、ラジェシュ・シンの部下としてトーチウッドで勤務を開始する。パラレルワールドから侵入したサイバーマンおよびボイドシップから出現したダーレクとの激戦の末、ローズと彼女の家族とともにパラレルワールドへ避難した。
その後ダヴロス率いるダーレク艦隊がボイド空間を消滅させたため、パラレルワールド間の行き来が可能となり、ミッキーはジャッキーとともにダーレクとの戦いに臨む。パラレルワールドの祖母も既に他界しており、ローズとの関係も終わりを迎えていたため、ドクターとその仲間たちの活躍の果てにダーレク艦隊を退けた後はドクターの世界に戻ることを決意した。ダーレク襲来の一件でマーサ・ジョーンズと知り合っており、彼女とともにソンターランと戦う姿を10代目ドクターが目撃している。

## 評価
ニューヨーク・タイムズのチャールズ・マクグラスは、シリーズ1『マネキンウォーズ』におけるミッキーをローズの「悪意はないが間抜けなボーイフレンド」と紹介した。シリーズ1『UFOロンドンに墜落』と『宇宙大戦争の危機』の彼らのレビューでは、グレアム・バークとロバート・スミスがキャラクターの成長について「彼がアパートでスリジーンに出会う時まで彼の装備は野球のバットだけだった……皆彼にレギュラーのコンパニオンになって欲しい。」と称賛している。執筆者はシリーズ2でミッキーが一時的に旅に同行した際には彼が大いに成長したと感じ、テレビシリーズにおける初めてのマイノリティにあたる人種のコンパニオンとしての地位に照らして「ゼロからヒーローへ」の構成を強調している。『嵐の到来』と『永遠の別れ』で彼らは「最終的には……魅力的で賢く熱血漢だ」とした。
IGNのアーサン・ハクエはシリーズ2『暖炉の少女』でミッキーがコンパニオンに加わったことを称賛し、「彼は番組に新たな発見のセンスを加え、宇宙船に乗ることに関しての自己の感覚と伝播する興奮を視聴者が簡単に結び付けられる」と述べた。ハクエはまた『サイバーマン襲来』におけるミッキーの掘り下げ（パラレルワールドでのリッキーの存在や祖母の生存）に関しても肯定的であり、ハクエは「彼は常に物語と関係ない放置されたネタキャラだとかつては感じていた」と述べた。。『鋼鉄の時代』に関してのレビューでは、ハクエは「このエピソードはミッキーの最後の成長と目的の発見、そしてヒーローになる様子を見るために視聴する価値がある」と確信した。デジタル・スパイのベン・ローソン・ジョーンズもミッキーのヒーロー化を称賛した。
2015年にデイリー・テレグラフのミッチェル・ホーガンは『ドクター・フー』における男性コンパニオンの描写を批判した。ここではミッキーのほかにローリー・ウィリアムズやダニー・ピンクが批判の対象に挙げられている。